# 周鳴鹿
周鳴鹿（？—1853年），直隸南和縣人。清朝政治人物，同進士出身。官至知縣，率鄉勇與太平軍交戰身死。

## 生平
周鳴鹿為道光八年（1828年）戊子科舉人，道光二十七年（1847年）中式張之萬榜三甲進士。咸豐元年（1851年）官江西瑞昌知縣。任內設立義倉，興辦學校，賑濟饑民，政績卓著。咸豐三年（1853年），太平軍由漢江順流而下，侵入江西，周鳴鹿受到征召，赴省防守，募集鄉勇，修繕兵械。太平軍進抵望仙鄉，鳴鹿率眾迎擊，交戰三晝夜，終因彈盡援絕，戰敗身死。其事上聞，朝廷按例撫恤，入祀江西昭忠祠。民國《南和縣志》有傳。